# Nikobary
Nikobary – złożony z 22 wysp, wydłużony południkowo archipelag, należący do Indii. Znajduje się on na Oceanie Indyjskim, między Zatoką Bengalską i Morzem Andamańskim. Od Andamanów oddziela je Kanał Dziesiątego Stopnia. Razem z nimi tworzy terytorium związkowe Andamany i Nikobary.

## Geografia
Łączna powierzchnia archipelagu wynosi 1841 km², a liczba ludności w 2001 – 42 068 os., w tym ok. 26 tysięcy rdzennych Nikobarczyków.
Główne wyspy:
- Wielki Nikobar
- Mały Nikobar
- Kar Nikobar
- Katczal
- Kamorta
- Batti Malv (2 km²) – bezludna
- Chowra (8 km²)
- Teressa (101 km²)
- Poahat (13,3 km²)
- Nancowry (67 km²)
- Trinket (29 km²)
- Isle of Man – bezludna
- Tillangchong (17 km²) – bezludna
- Kondul (4 km²)
- Pulomilo (1 km²)
- Meroe, Trak, Treis, Menchal, Cubra, Pigeon i Megapod – wyspy niezamieszkane

Na Nikobarach panuje klimat równikowy, wybitnie wilgotny. Uprawy kokosów, trzciny cukrowej, owoców cytrusowych, ananasów i ryżu.
Nikobary wraz z położonymi dalej na północ Andamanami wchodzą w skład podwodnego łańcucha górskiego, wypiętrzonego w czasie orogenezy fałdowania alpejskiego, będącego częścią pasma fałdowego Birmy.

## Historia
Nikobarczycy są potomkami podróżników z Półwyspu Malajskiego, którzy przybyli na wyspy kilka tysięcy lat temu.
W 1756 roku archipelag został zajęty przez Duńczyków. Następnie przez habsburską Austrię, a potem przez Brytyjczyków. W czasie II wojny światowej zostały zajęte przez Japończyków i odbite przez Brytyjczyków. W 1947 roku przeszły na własność niepodległych Indii. Od 1956 roku Indie ograniczyły prawnie dostęp do wyspy w celu ochrony ich unikalnego charakteru.

### Tsunami w 2004 roku
26 grudnia 2004 potężne tsunami wywołane trzęsieniem ziemi o sile 9 stopni w skali Richtera poważnie zniszczyło archipelag. Zginęło lub zaginęło od 3,5 do 10 tysięcy osób i ok. 125 tysięcy zwierząt domowych. Zniszczonych zostało 3/4 domostw, 3 tys. hektarów upraw, i 40 tys. hektarów raf koralowych. Pod wodą znalazło się około 40 km² lądu.
Władze indyjskie ewakuowały z wysp prawie 29 tysięcy ludzi, w tym 20 tysięcy Nikobarczyków. Trafili oni do 118 obozów w wyżej położonych częściach wysp archipelagu. Część lokalnych przywódców chciała jak najszybciej wrócić do swoich osad, chcąc odbudować schronienia i plantacje, bojąc się o swoją tożsamość kulturową. Władze przekonywały jednak, żeby zaczekać i korzystać z pomocy na miejscu. Otrzymywana pomoc była jednak Nikobarczykom bardzo często nieprzydatna (wełniane koce w gorącym i wilgotnym klimacie, gadżety elektroniczne przy niedostępności prądu elektrycznego) i obca (przetworzona żywność, odzież naznaczona religijnie i kulturowo np. indyjskie sari). Kontakt z władzami Indii i organizacjami przejęła niedoświadczona młodzież, a nie plemienna starszyzna lepiej zorientowana w potrzebach społeczności, ale tylko ona znała angielski lub hindi.
Zasiłki wypłacano na konta bankowe mężczyzn, uznanych za głowy dwupokoleniowych rodzin, podczas gdy do tej pory Nikobarczycy rozliczali się głównie barterem, a rodziny były wielopokoleniowe z wysokim statusem kobiet. Ewakuowani oczekiwali możliwości złożenia ogródków warzywnych, podstawowych narzędzi (np. siekier) do budowy drewnianych domów i łodzi, oraz powrotu na wyspy przed porą zasiewów.
Kilka miesięcy później wybuchły z tego powodu łagodne protesty. Paul Joora, przywódca społeczności na wyspach Wielki i Mały Nikobar, powiedział, że „pewnego dnia ta pomoc złamie nikobarskie serca”. Część ewakuowanych samodzielnie zorganizowała narzędzia, zbudowała łodzie, i zaczęła wracać na rodzime wyspy, np. Chowra. Powrócili tam na stałe ok. 18 miesięcy po ewakuacji, z pomocą setki małych łodzi.
W 2011 roku władze indyjskie zakończyły budowę stałych osiedli dla ewakuowanych. Zbudowane przez zewnętrzne firmy domy nie były przystosowane do warunków życiowych i klimatycznych. Powstały one z budulców nieobecnych na wyspach i obcych Nikobarczykom (prefabrykaty, stal, deski), przez co nie mogły być naprawiane samodzielnie przez mieszkańców. Duże, wielopokoleniowe rody zostały podzielone na pojedyncze domostwa, rozrywając społeczne więzi, które do tej pory były podstawą wzajemnego wsparcia.
W ciągu tych lat młodzież nikobarska, w kontakcie z osadnikami z Indii, zaczęła wstydzić się własnej kultury. Młodzi, którzy postanowili wyjechać są ofiarami wyzysku i rasizmu ze strony Hindusów. Otrzymywane zasiłki spowodowały spadek motywacji do pracy, a pieniądze zaczęły być wydawane na nowoczesne dobre, wcześniej niedostępne, jak również alkohol – teoretycznie niedostępny z uwagi na obowiązujący od 1956 roku zakaz sprowadzania go na wyspy. Z powodu chronicznego stresu, zmiany stylu życia na siedzący i oparty na przetworzonej żywności, spowodował, że u Nikobarczyków pojawiły się schorzenia wcześniej nie rejestrowane: nadciśnienie, cukrzyca, zawały, zapalenia płuc.
Indie zainicjowały kilka programów aktywizujących Nikobarczyków, ale były one przygotowane i wdrażane bez znajomości lokalnej specyfiki. Na przykład program tworzenia spółdzielni rolniczych ignorował to, że grunty na Nikobarach są własnością rodów a poszczególne rodziny są ich użytkownikami. Tym sposobem poszczególne uprawy i drzewa należą do sadzącego, ale grunt zawsze pozostaje w rodzie.
Badania prowadzone przez ostatnie 15 lat pokazują, że taka źle sprofilowana pomoc miała długofalowe destruktywne skutki dla rdzennych mieszkańców. Struktury lokalnych społeczności zostały zdezintegrowane (rozbicie klanów i rodów między osobne domostwa; ograniczenie działania lokalnych struktur decyzyjnych). Utracono wiedzę o zrównoważonym korzystaniu z lokalnych zasobów materialnych i zatracono elementy kultury niematerialnej. Zmieniły się źródła utrzymania (przed tsunami: łowiectwo, zbieractwo, hodowla trzody chlewnej, połów ryb na rafach, uprawy cytrusów, trzciny cukrowej i palmy kokosowej). Wielu mieszkańców boryka się z alkoholizmem i cukrzycą, co wcześniej nie miało miejsca. Konsumpcja towarów wzrosła 6-krotnie, a zużycie paliw kopalnych 20-krotnie.